# Patricia
Patricia ist ein weiblicher Vorname und bedeutet die Patrizierin.

## Namensursprung
Der Vorname ist lateinischen Ursprungs (lat. patricius, -a, -um = „patrizisch“, „edel“, „adlig“). Patricia bedeutet auch von edler Geburt.
Der Name lässt sich zum einen auf die Schutzheilige von Neapel, die Heilige Patrizia, zurückführen. Der Namenstag ist dann der 25. August. Der Name entstand aber auch aus der Verehrung des heiligen Patrizius, dem Apostel Irlands. Bei Patricia handelt es sich um die weibliche Form von Patrick. Daher ist auch der 17. März ein Namenstag.

## Häufigkeit
Patricia fand in der Mitte des 20. Jahrhunderts unter angloamerikanischem Einfluss Eingang in die deutsche Namengebung. 1982 war Patricia auf Platz 49 der häufigsten Namen und hatte damit seine beste Platzierung im Zeitraum von 1952 bis 2008.
Im englischsprachigen Raum war der Name häufiger. In Schottland war er 1950 auf dem 8. Platz der am häufigsten vergebenen Namen. In den USA war der Name zwischen 1935 und 1954 durchgehend auf einem der ersten 5 Plätze. Von 1930 bis 1966 war er unter den 10 am häufigsten vergebenen Namen. Durch die sehr häufige Vergabe des Vornamens war er bei der Volkszählung 1990 auf Platz 2 der häufigsten Namen der Gesamtbevölkerung.
In Frankreich war der Name Anfang der sechziger Jahre sehr beliebt.

## Varianten
| Alternative Schreibweisen: - Patrizia (deutsch oder italienisch) - Patricia (französisch oder spanisch) - Patrycja (polnisch) - Patricija (kroatisch, serbisch, slowenisch, litauisch, lettisch) - Patrícia (portugiesisch) - Patrischa (schweizerisch) - Padlä oder Pädlä (schweizerisch) | Übliche Kurzformen: - Pat, Paty, Patty, Patti, Patri, Pattie, Pati, Pady - Patcha, Patci, Patzi, Patze - Pety, Petzi, Potti - Tricia, Trizi, Tritze - Trish, Trisha, Trishi - Trecia, Tritze |

## Heilige Patricia
Die Heilige Patricia wurde im 7. Jahrhundert vermutlich in Konstantinopel geboren. Sie starb am 25. August um 665 in Neapel.
Der Legende nach war Patricia eine Verwandte des Kaisers Konstans II. und lebte an dessen Hof in Konstantinopel. Um einer Zwangsheirat zu entgehen, floh sie nach Rom. Dort ließ sie sich zur Jungfrau weihen, verschenkte ihre Besitztümer und begann eine Pilgerfahrt ins Heilige Land. Auf der Reise geriet ihr Schiff in Seenot und sie landete in Neapel.
Ihre Gebeine wurden angeblich 1549 gefunden und in dem Basilianerkloster Ss. Nicandro e Marciano untergebracht. Später entstand hier ein Frauenkloster, das den Namen Patricias trug. Über ihr Blut wird gesagt, dass es sich immer noch regelmäßig verflüssigt, ähnlich dem des Heiligen Januarius.
Die Heilige Patricia ist die Patronin von Neapel und Schutzheilige der Pilger. Ihr Namenstag ist der 25. August. Vereinzelt wird auch der 15. August genannt.

## Namensträgerinnen

### Adelige
- Prinzessin Patricia of Connaught and Strathearn; Prinzessin von Großbritannien und Irland (1886–1974), Mitglied der britischen Königsfamilie
- Patricia Knatchbull, 2. Countess Mountbatten of Burma (1924–2017), britische Adelige
- Grace Patricia Kelly (1929–1982), als Gracia Patricia Fürstin von Monaco

### Autorinnen
- Patricia Anthony (1947–2013), US-amerikanische Science-Fiction-Autorin
- Patricia Briggs (* 1965), US-amerikanische Autorin
- Patricia Churchland (* 1943), kanadische Philosophin und Autorin
- Patricia Cornwell (* 1956), US-amerikanische Schriftstellerin
- Patricia De Martelaere (1957–2009), flämische Schriftstellerin
- Patricia Duncker (* 1951), jamaikanische Schriftstellerin
- Patricia Görg (* 1960), deutsche Schriftstellerin
- Patricia Grace (* 1937), neuseeländische Autorin
- Patricia Highsmith (1921–1995), US-amerikanische Schriftstellerin
- Patricia A. McKillip (1948–2022), US-amerikanische Schriftstellerin
- Gerty Schiede (Pseudonym Patricia Vandenberg) (1921–2007), deutsche Schriftstellerin
- Patricia Schröder (* 1960), deutsche Schriftstellerin
- Patricia Shaw (1928–2024), australische Sachbuch- und Romanautorin
- Tricia Sullivan (* 1968), US-amerikanische Fantasy-Autorin
- Patricia Nell Warren (1936–2019), US-amerikanische Schriftstellerin
- Patricia Wentworth (1878–1961), britische Kriminalschriftstellerin
- Patricia Young (* 1954), kanadische Schriftstellerin und Dichterin

### Journalistinnen
- Patricia Boser (* 1967), schweizerische Moderatorin
- Patricia Küll (* 1968), deutsche TV-Moderatorin, Redakteurin und Autorin
- Patrizia Laeri (* 1977), Schweizer Wirtschaftsjournalistin und Moderatorin
- Patricia Pantel (* 1971), deutsche Moderatorin
- Patricia Riekel (* 1949), deutsche Journalistin
- Patricia Schäfer (* 1968), deutsche Journalistin und Moderatorin
- Patricia Schlesinger (* 1961), deutsche Journalistin und Fernsehmoderatorin
- Patrizia Schlosser (* 1986), deutsche Journalistin und Autorin
- Patricia Szarvas (* 1970), österreichische Wirtschaftsjournalistin und Moderatorin
- Patricia Wells (* 1946), US-amerikanische Journalistin und Kochbuchautorin
- Patricia Willard (* 1928), US-amerikanische Journalistin, Jazz-Autorin und -Historikerin

### Musikerinnen und Sängerinnen
- Patricia Banks (* 1990), deutsche Sängerin polnischer Abstammung
- Patricia Barber (* 1955), US-amerikanische Jazzsängerin
- Patricia Bredin (1935–2023), britische Sängerin
- Trish Clowes (* 1984), britische Jazzmusikerin
- Patricia Janečková (1998–2023), slowakische Sängerin (Sopran)
- Patricia Kaas (* 1966), französische Sängerin
- Patricia Kelly (* 1969), Mitglied der Band The Kelly Family
- Patricia Kopatchinskaja (* 1977), Geigerin aus Moldawien
- Patsy Montana (1908–1996), US-amerikanische Country-Sängerin
- Patricia Morrison (* 1958), US-amerikanische Sängerin
- Patricia Petibon (* 1970), französische Sängerin
- Patricia Prawit (* 1961), deutsche Sängerin
- Patti Smith (* 1946), US-amerikanische Punk- und Rockmusikerin und Rockpoetin
- Patrizia Unger (* 1994), deutsche Musicaldarstellerin
- Pati Yang, Patrycja Grzymałkiewicz (* 1980), polnische Sängerin
- Trisha Yearwood (* 1964), US-amerikanische Countrysängerin

### Politikerinnen
- Patricia Ayala (* 1966), uruguayische Politikerin
- Patricia Flor (* 1961), deutsche Diplomatin
- Patricia Hewitt (* 1948), britische Politikerin der Labour Party und Ministerin für Handel und Industrie
- Patricia de Lille (* 1951), südafrikanische Politikerin
- Patricia Lips (* 1963), deutsche Politikerin
- Mary Patricia McAleese (* 1951), irische Journalistin und Politikerin
- Patricia McKenna (* 1957), irische Politikerin
- Patricia Mulasikwanda, Politikerin in Sambia
- Patrizia Pesenti (* 1958), schweizerische Politikerin
- Patricia Rawlings, Baroness Rawlings (* 1939), britische Politikerin
- Patrizia Toia (* 1950), italienische Politikerin
- Patricia Wissel (* 1975), deutsche Politikerin (CDU)

### Schauspielerinnen
- Patricia Aulitzky (* 1979), österreichisch-schweizerische Schauspielerin
- Patricia Arquette (* 1968), US-amerikanische Schauspielerin
- Patrizia Barbuiani, schweizerische Schauspielerin
- Patricia Barry (1922–2016), US-amerikanische Schauspielerin
- Patrizia Carlucci (* 1986), deutsche Schauspielerin und Synchronsprecherin
- Patricia Clarkson (* 1959), US-amerikanische Schauspielerin
- Patricia Collinge (1892–1974), irische Schauspielerin
- Patricia Conde (* 1979), spanische Schauspielerin
- Trish Van Devere (* 1943), US-amerikanische Schauspielerin
- Tricia Leigh Fisher (* 1968), US-amerikanische Schauspielerin
- Patricia Heaton (* 1958), US-amerikanische Schauspielerin
- Tricia Helfer (* 1974), kanadische Schauspielerin
- Patricia Hitchcock (1928–2021), englische Schauspielerin
- Patsy Kensit (* 1968), englische Schauspielerin
- Patricia Laffan (1919–2014), britische Schauspielerin
- Patricia Litten (* 1954), schweizerisch-deutsche Schauspielerin
- Patricia Lueger (* 1974), deutsche Schauspielerin
- Patricia Marand (1934–2008), US-amerikanische Schauspielerin
- Patricia McPherson (* 1954), US-amerikanische Schauspielerin
- Patricia Medina (1919–2012), englische Schauspielerin
- Patricia Meeden (* 1986), deutsche Musicaldarstellerin und Schauspielerin
- Patricia von Miserony (* 1958), deutsche Schauspielerin
- Patricia Morison (1915–2018), US-amerikanische Schauspielerin
- Patricia Neal (1926–2010), US-amerikanische Schauspielerin
- Tricia O’Neil (* 1945), US-amerikanische Schauspielerin
- Patricia Ann Priest (* 1936), US-amerikanische Schauspielerin
- Pat Quinn (Schauspielerin) (* 1937), US-amerikanische Schauspielerin
- Patricia Quinn (* 1944), nordirische Schauspielerin und Sängerin
- Patricia Rhomberg (* 1953), österreichische Pornodarstellerin
- Patricia Richardson (* 1951), US-amerikanische Schauspielerin
- Patricia Roc (1915–2003), englische Schauspielerin
- Patsy Rowlands (1931–2005), britische Schauspielerin
- Patricia Schwarzgruber (* 1982), venezolanische Schauspielerin
- Patricia Tallman (* 1957), US-amerikanische Schauspielerin
- Patricia Velásquez (* 1971), venezolanische Schauspielerin
- Patricia Wettig (* 1951), US-amerikanische Schauspielerin

### Sportlerinnen
- Patricia Brocker (* 1966), deutsche Fußballspielerin
- Patricia Chauvet (* 1967), französische Skirennläuferin
- Patricia Emonet (* 1956), französische Skirennläuferin
- Tricia Flores (* 1979), belizische Leichtathletin
- Patricia Girard (* 1968), französische Hürdenläuferin
- Patricia Grohmann (* 1990), deutsche Volleyballspielerin
- Patricia Hanebeck (* 1986), deutsche Fußballspielerin
- Patricia Jones (1930–2000), kanadische Leichtathletin
- Patrizia Kummer (* 1987), schweizerische Snowboarderin
- Patrícia Mamona (* 1988), portugiesische Dreispringerin
- Patricia McCormick (1930–2023), US-amerikanische Wasserspringerin
- Pat Moss (1934–2008), britische Rallyefahrerin
- Patricia Neske (* 1966), deutsche Eiskunstläuferin
- Patricia Ott (* 1960), deutsche Feldhockeyspielerin und Olympiateilnehmerin
- Patricia Polifka (* 1984), deutsche Bobfahrerin
- Patricia Schwager (* 1983), schweizerische Radsportlerin
- Patricia Anne Stratigias (* 1975), kanadische Wrestlerin
- Tricia Stumpf (* 1970), US-amerikanische Skeletonpilotin
- Patricia Thormann, geb. Wolf (* 1979), deutsche Volleyballspielerin und vielfache Deutsche Meisterin
- Patricia Todd (1922–2015), US-amerikanische Tennisspielerin

### Andere
- Patricia Acioli (1964–2011), brasilianische Richterin
- Ana Patricia Botín (* 1960), spanische Managerin
- Patrizia von Brandenstein (* 1939), US-amerikanische Szenenbildnerin
- Trisha Brown (1936–2017), US-amerikanische Choreographin und Tänzerin
- Patricia Crone (1945–2015), dänische Islamwissenschaftlerin
- Patricia Engel (* 1961), österreichische Restauratorin
- Patricia Faessler (* 1974), schweizerisches Fotomodell
- Patricia Fresen (1940–2024), südafrikanische Theologin
- Patricia Garfield (1934–2021), US-amerikanische Psychotherapeutin
- Patty Hearst (* 1954), US-amerikanisches Entführungsopfer
- Patricia Hillas (* 1966), britische Geistliche
- Patricia Johanson (1940–2024), US-amerikanische Landschaftsarchitektin
- Patricia Kahane (* 1953), Präsidentin der Karl-Kahane-Stiftung
- Patricia Karg (* 1961), österreichische Bildhauerin
- Patricia Kennedy Lawford (1924–2006), US-amerikanisches Mitglied des Kennedy-Clans
- Patricia Krenwinkel (* 1947), US-amerikanische Mörderin
- Patricia Lowin (* 1972), deutsche Vortragsrednerin der Mainzer Fastnacht
- Patricia Morgenthaler (* 1972), deutsche Designerin und Sachbuchautorin
- Patricia Newcomb (* 1930), US-amerikanische Filmproduzentin und Publizistin
- Patricia Patek (* 1968), deutsches Fotomodell
- Patricia Piccinini (* 1965), australische Künstlerin
- Patricia Pisani (* 1958), argentinische Künstlerin
- Patricia Rommel (* 1956), französische Filmeditorin
- Patricia Rozema (* 1958), kanadische Regisseurin
- Patricia Russo (* 1952), US-amerikanische Managerin
- Helen Patricia Sharman (* 1963), britische Raumfahrerin
- Patricia Woertz (* 1953), US-amerikanische Managerin
- Vanessa Mercedes Patricia Wolf (* 1969), deutsche Theaterwissenschaftlerin und Theaterregisseurin

### Familienname
- Matt Patricia (* 1974), US-amerikanischer American-Football-Trainer

## Sonstiges
- (436) Patricia, Asteroid des Hauptgürtels
- Patrizia AG, Unternehmen
- Hurrikan Patricia (2015), Wirbelsturm
- Patricia (Lied), von Pérez Prado
- Patricia (Schiff, 1899), Schiff der Hamburg-Amerikanischen Packetfahrt-Actien-Gesellschaft
- Patricia (Schiff, 1951), schwedisches Passagierschiff
- Patricia, 1967 in Dienst gestellte schwedische Fähre, siehe Amusement World
- Patricia (Schiff, 1982), Schiff des Trinity House
- Patricia-Trie, Datenstruktur in der Informatik
- Patricia-Inseln, Inselgruppe vor der Küste des Kemplands, Antarktika

Siehe auch:
- Patricia und der Löwe
- Patty
- Patrician Brothers